# From Dust
From Dust (с англ. — «Из праха») — компьютерная игра в жанре симулятора бога, разработанная компанией Ubisoft Montpellier под руководством Эрика Шайи и выпущенная Ubisoft Entertainment для Microsoft Windows, PlayStation Network и Xbox Live Arcade в 2011 году. В 2012 году была выпущена браузерная версия игры для браузера Google Chrome. From Dust описывалась как идейный наследник игры Populous (1989); игрок управляет бестелесной сущностью под названием Дыхание, сопровождающей племя первобытных людей в путешествии в поисках потерянного знания. Управляя курсором с помощью мыши или геймпада, игрок может менять рельеф островов, на которых происходит действие игры, перенаправлять потоки воды и лавы и тем самым помогать племени избежать гибели и продвинуться дальше. Помимо основного сюжетного режима, игра содержит дополнительный режим испытаний, предлагающий игроку более сложные задания.
Игра, первоначально задуманная как стратегическая, ознаменовала возвращение Эрика Шайи в игровую индустрию после многолетнего перерыва. К идее создания игры Шайи привело его увлечение вулканами и желание отразить в виде игры их грозную красоту. Помимо этого, разработчики вдохновлялись культурой африканских и новогвинейских народов, игрой «Жизнь» Джона Конвея, работами польского художника Здзислава Бексиньского и фильмом «Койяанискаци». Некоторые изначально планируемые особенности From Dust — как, например, рождение, старение и смерть членов первобытного племени — были исключены из игры из-за слишком трудной реализации. Созданием игры занималась небольшая группа разработчиков внутри студии Ubisoft Montpellier, так что From Dust была сродни инди-играм, хотя и была выпущена крупным издателем. Игра была анонсирована на выставке Electronic Entertainment Expo 2010 под названием Project Dust.
Игра получила в целом положительные отзывы критики: высоких оценок удостоились физическая модель игры, ее открытый характер и графика, в то время как мишенью для критики стал искусственный интеллект и неудобное положение камеры. Наиболее неоднозначные отзывы — от восторженных до негативных — получил дизайн миссий в основной кампании и режим испытаний. Версия игры для Microsoft Windows получила более низкие оценки по сравнению с приставочными из-за технических проблем, в частности, связанных с DRM. При невысоком производственном бюджете игра оказалась весьма коммерчески успешной — было продано больше полумиллиона копий, и From Dust стала самой быстро продаваемой игрой Ubisoft в сетях цифровой дистрибуции. Несмотря на успех игры, Шайи заявил, что не имеет намерения разрабатывать игру-сиквел.

## Геймплей

Геймплей игры. Изменяемый рельеф позволяет соединять острова перешейками

Действия в игре разворачиваются на некоем архипелаге, где происходят различные стихийные бедствия — извержения вулканов, цунами, наводнения из-за бьющих из-под земли источников. Некогда народ Древних связал острова сетью волшебных порталов, но их потомки — современные жители островов — утратили знания предков. Островитяне призывают «Дыхание» — коллективную волю племени — чтобы защититься от стихийных бедствий и вновь обрести утерянные знания. На островах присутствуют каменные тотемы — чтобы активировать очередной портал, нужно возвести и удерживать деревни вокруг всех тотемов на острове.
В роли Дыхания игрок может манипулировать природой архипелага в реальном времени — специальный сферический курсор, управляемый игроком с помощью мыши или геймпада, может захватывать и выпускать различные вещества. Например, при воздействии на океан курсор «набирает» воду и превращается в парящий в воздухе шар воды, которая, проливаясь на сушу, образует озера и реки. Игровой процесс во многом строится на физических взаимодействиях — так, остывающая лава превращается в твердую каменную поверхность, вокруг построенной деревни разрастаются трава и деревья, а текущая вода быстро размывает землю. Изменения рельефа происходят очень быстро, что позволяет игроку перестраивать острова за считанные минуты.
Основная сюжетная кампания в From Dust построена в виде последовательности миссий, в которой выполнение промежуточных задач позволяет племени продвинуться дальше, а Дыханию — приобрести новые силы, как, например, способность на время заставить воду затвердеть. Время от времени на островах происходят стихийные бедствия наподобие извержений вулканов или цунами — шаманы племени предупреждают игрока о надвигающейся катастрофе, и игрок должен за короткое время придумать способ защитить племя с помощью манипуляций рельефом острова. Игра предоставляет игроку множество творческих способов это сделать — так, цунами можно остановить, заставив воду затвердеть, пожар потушить водой из моря, а для отвода лавы вырыть канал. По мере прохождения сюжетной кампании стоящие перед игроком задачи постепенно становятся сложнее и появляются новые элементы — например, растения, воспламеняющиеся сами собой или, наоборот, орошающие водой окружающую местность. Дополнительный режим испытаний, состоящий ещё из 30 миссий, схож по геймплею, хотя в нем отсутствуют какие-либо сюжетные сцены, и каждый уровень длится лишь несколько минут, предлагая игроку ту или иную головоломку. Затраченное игроком время фиксируется в онлайн-списке достижений, общем для всех игроков.

## Разработка игры

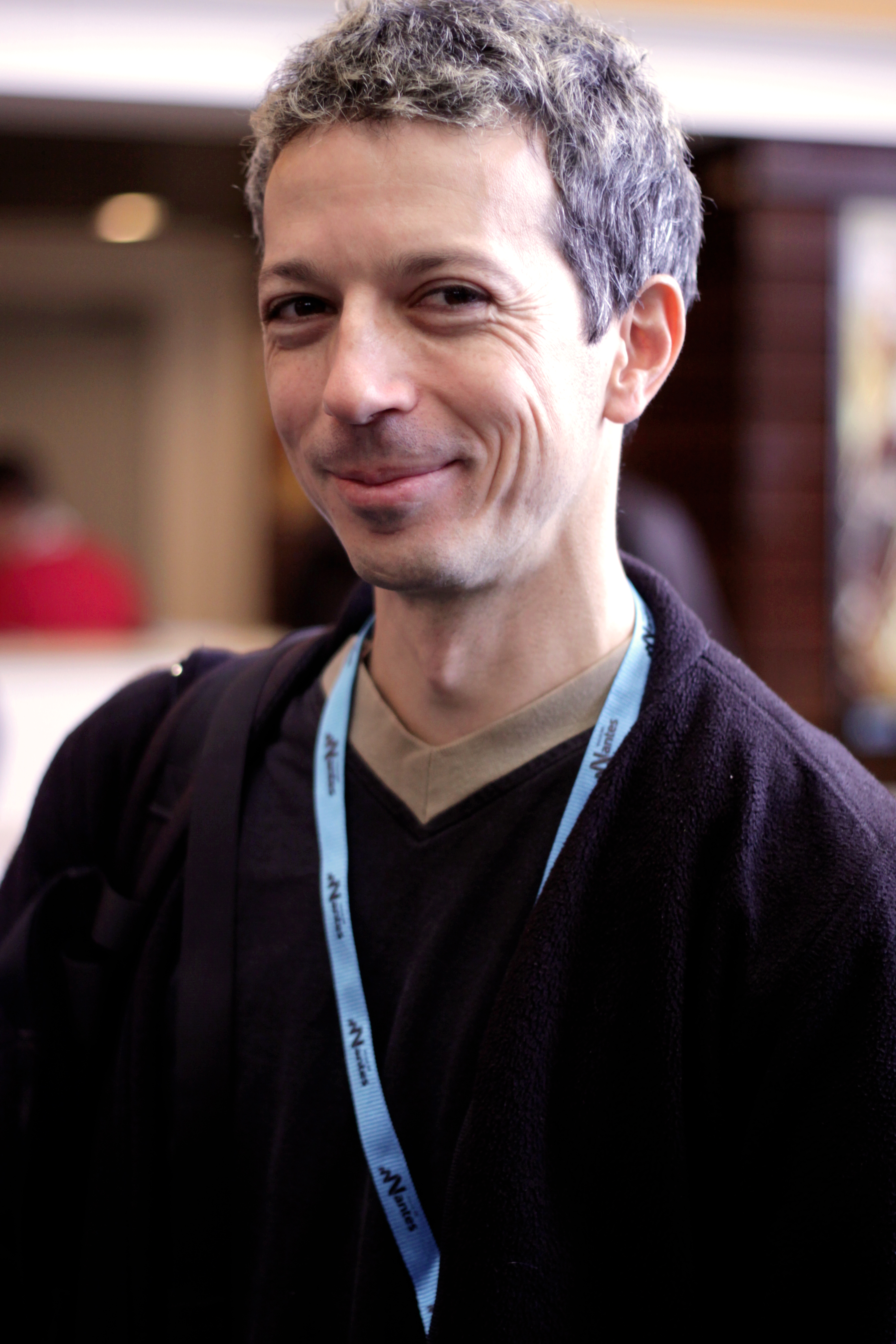
Эрик Шайи, руководитель разработки игры.

После выпуска в 1998 году игры Heart of Darkness геймдизайнер Эрик Шайи на несколько лет покинул индустрию компьютерных игр и посвятил себя другим интересам, в частности, вулканологии. В 1999 году Шайи посетил кратер действующего вулкана Ясур в Вануату и был потрясен зрелищем; по собственным воспоминаниям, у него были две мысли: «хочу создать ещё одну игр, прежде чем умру» и «хочу передать двойственность Природы — прекрасной, но способной к неистовству». В последующие годы, в том числе и во времена работы над игрой, Шайи посещал и другие действующие вулканы в разных точках мира, в частности, Питон-де-ла-Фурнез на острове Реюньон; он даже включил в From Dust аудиозапись звуков лавы, сделанную на настоящем вулкане.
К 2005 году концепция игры стала достаточно оформленной, чтобы Шайи мог детально разрабатывать вселенную игры. Если в 1990-е годы Шайи привык работать над играми как независимый разработчик, финансируя каждую очередную игру с прибылей от продажи предыдущей, к середине 2000-х годов индустрия компьютерных игр изменилась — игры требовали больших коллективов и денежных вложений. Не желая создавать собственную студию, Шайи решил обратиться к крупной компании-издателю. В конце 2006 года он впервые представил концепцию From Dust компании Ubisoft и получил одобрение. Шайи сумел создать небольшую группу разработчиков внутри крупной студии Ubisoft Montpellier — поначалу над игрой работали всего три человека, но к 2008 году их число выросло уже до 15-20. Хотя этот коллектив по сути представлял собой инди-студию, он все же должен был раз в полгода отчитываться о результатах работы перед руководством.
По словам Шайи, From Dust первоначально задумывалась как компьютерная стратегическая игра, а не симулятор бога, но основные элементы — меняющийся мир, подверженный эрозии, темы сохранения знаний и дарования людям сил свыше — оставались неизменными на протяжении всей разработки. Разработчики планировали внести в игру различные циклы, приводящие к разнообразным взаимодействиям между природными средами — например, друг друга должны были сменять приливные волны и извержения вулканов, поочередно влияя на рост растений и жизни людей. По словам Шайи, цикл позволял бы игроку заранее предугадывать, что произойдет следом. Разработчики желали, чтобы течение времени в игре было видно на всех уровнях, в том числе и на самих членах племени — так, чтобы игрок мог видеть, как ребёнок взрослеет, становится взрослым, стариком и умирает — но от этой идеи в итоге отказались как от слишком сложной для реализации. В игре присутствует технология деформирования ландшафта, а также технология моделирования динамики жидкостей, позволяющая текущим жидкостям взаимодействовать с окружением и менять его. Это стало возможным благодаря технологическим наработкам проекта Evasion, курируемого французским институтом INRIA, и также публикациям Джозефа Стема, одного из инженеров Nvidia Corporation
Первоначально разработчики полагали, что смогут обеспечить динамическую симуляцию только части игрового мира — например, просчитывать физику реки только при её движении. Тем не менее, благодаря оптимизации оказалось возможным динамически моделировать игровой мир целиком, при этом обеспечивая минимальную кадровую частоту в 30 кадров в секунду на всех платформах — Xbox 360, PlayStation 3 и PC. Для этого разработчикам пришлось пойти на различные ухищрения: так, в ранних версиях игры реки прорезали в земле очень глубокие и угловатые русла, эрозию которых было трудно симулировать. Чтобы преодолеть эту проблему, в игру была введена «грязь» — текучая, как вода, но не уступающая плотностью земле; это позволило создавать на экране достаточно реалистично выглядящие реки. 

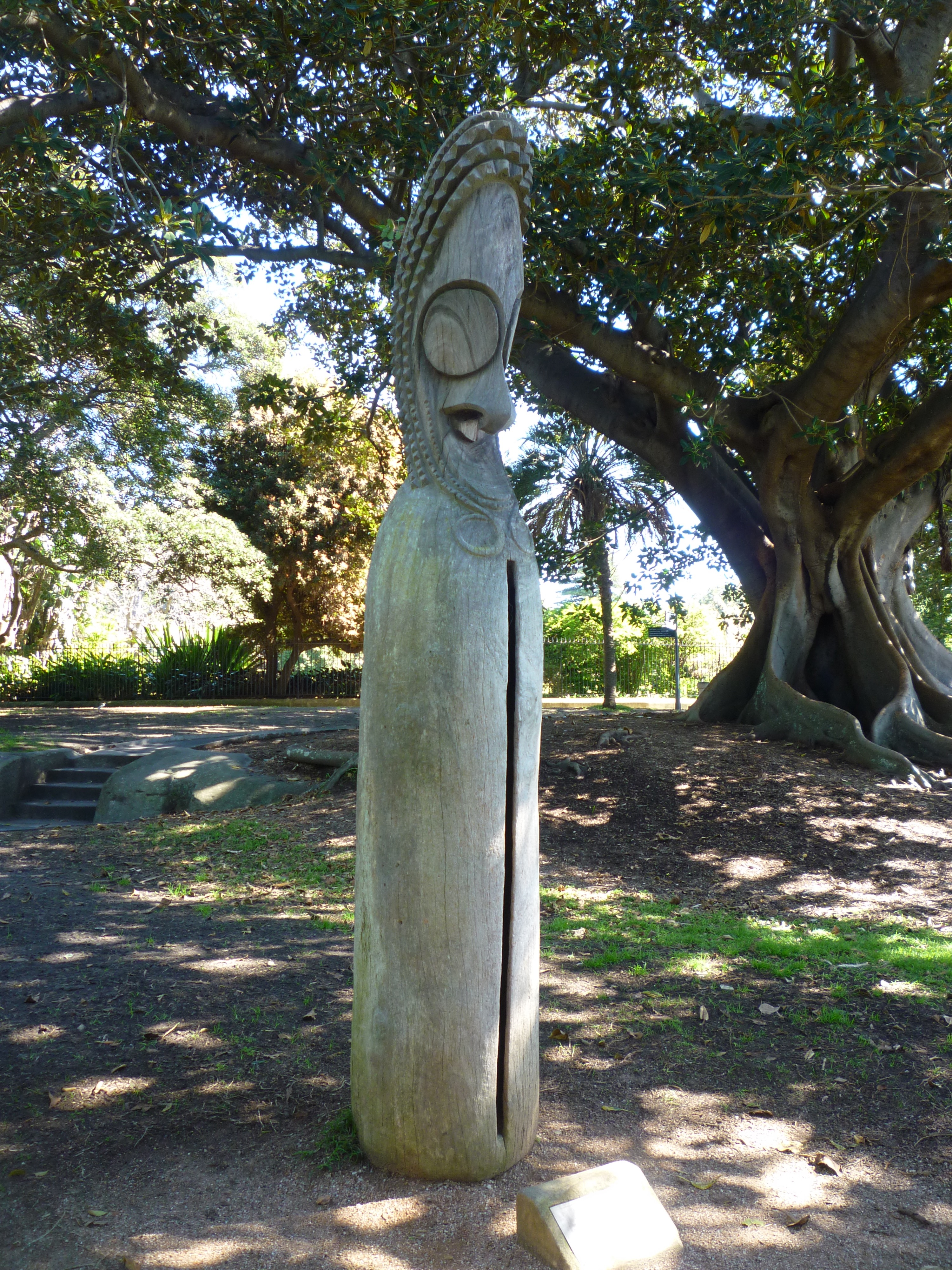
Щелевые барабаны Вануату послужили прообразом тотемных столбов в игре.

При создании визуального облика игры дизайнеры вдохновлялись реально существующими островными и пустынными ландшафтами, такими, как остров Сокотра, архипелаги Полинезии и центральная Сахара. По словам арт-директора игры Бруно Жантиля, студия использовала как визуальные образцы телесериал BBC «Планета Земля» и сделанные с воздуха фотографии Яна Артюса-Бертрана. В разработке мира игры принимал участие французский писатель-фантаст Лорен Женефор. Важными источниками вдохновения для Шайи стали игра «Жизнь» Джона Конвея, работы польского художника Здзислава Бексиньского, которые Шайи особенно ценил за невероятную сюрреалистическую атмосферу, и фильм Годфри Реджио «Койяанискаци». Яркая цветовая палитра была выбрана сознательно, чтобы передать красоту и силу природы. Создавая внешний облик членов племени, разработчики смешивали образы первобытных племен из разных областей мира — Африки и Новой Гвинеи. Ключевую деталь этого облика — маску из перламутра со схематическими изображениями глаз и рта — создал концепт-художник Себастьен Дюжё; по воспоминаниям Жантиля, её немного детский, но интригующий и запоминающийся вид немедленно покорил разработчиков. Прообразом для внешнего облика тотемных столбов в игре стали традиционные щелевые барабаны с островов Вануату.
Игра была анонсирована на игровой выставке Electronic Entertainment Expo 2010 под названием Project Dust. На конференции GDC Europe в Кёльне в августе 2010 года игра была представлена под тем же самым рабочим названием, но буквально на следующий день 18 августа с открытием смежного мероприятия — выставки GamesCom 2010 — это название было изменено на другое, окончательное: From Dust. Компания-издатель Ubisoft приняла решение не выпускать игру на физических носителях и ограничиться только цифровой дистрибуцией — это избавляло компанию от расходов на производство и продажу дисков, но одновременно давало разработчикам возможность с загружаемыми обновлениями добавлять в игру новые режимы и опции. Для начала 2010-х годов такое решение было достаточно спорным, особенно применительно к рынку игровых приставок: продюсер игры Гийом Бунье соглашался с тем, что такой подход сделает игру недоступной для некоторых игроков, но считал, что большинство заинтересованных в игре игроков и так уже пользуется сетями цифровой дистрибуции PlayStation Network, Xbox Live Arcade и Steam, и что в случае успеха игры Ubisoft сможет выпустить и версию на дисках. From Dust была выпущена для Xbox Live Arcade 27 июля 2011 года, для Microsoft Windows в августе и для PlayStation Network в сентябре того же года. В 2012 году вышла версия игры, предназначенная для браузера Google Chrome; эта версия использует технологию Native Client для запуска игры в браузере.

## Отзывы и продажи
| Сводный рейтинг       | Сводный рейтинг                        |
| Агрегатор             | Оценка                                 |
| --------------------- | -------------------------------------- |
| GameRankings          | X360: 78,54 % PS3: 78,75 % ПК: 77,60 % |
| Metacritic            | 73/100 (PC) 80/100 (Xbox 360)          |
| Иноязычные издания    |                                        |
| Издание               | Оценка                                 |
| Destructoid           | 5,5/10                                 |
| Eurogamer             | 9/10 (XBox 360)                        |
| Game Informer         | 8,75/10 (XBox 360)                     |
| GameRevolution        | A- (Xbox 360)                          |
| GameSpot              | 7,5/10                                 |
| GameSpy               | 4/5                                    |
| IGN                   | 8,5/10 (Xbox 360)                      |
| PC Gamer (UK)         | 73/100                                 |
| Русскоязычные издания |                                        |
| Издание               | Оценка                                 |
| Absolute Games        | 71 % (Xbox 360)                        |
| PlayGround.ru         | 8,9/10                                 |

From Dust получила в целом положительные оценки критиков. Питер Молиньё, создатель Populous и нескольких других игр в жанре симулятора бога, ознакомился с прототипом From Dust незадолго до релиза и хорошо отозвался об игре.
Обозреватели положительно отзывались о геймплее игры — в частности, управление на консоли Xbox 360 называли простым и интуитивным, отмечая, что управление делает игру расслабляющей, хотя некоторые рецензенты, как, например, Кеза Макдональд с IGN, напротив, жаловались на «замороченность» управления курсором с геймпада. Многие рецензенты особо отметили большую свободу, предоставляемую игрой, и множество путей решения проблем — так, Нейтан Монье с портала GameSpy назвал From Dust «прекрасной поэтичной игрой, поощряющей творчество, несмотря на все свои технические проблемы», а Оли Уэлш с Eurogamer — что игра, несмотря на небольшие размеры игровых уровней, предоставляет игроку больше свободы, чем многие игры с открытым миром. В то же время Джим Стерлинг в обзоре для Destructoid назвал игру просто скучной: с его точки зрения, единственная идея изменения рельефа очень быстро себя исчерпывает, а ничего другого игра предложить не может.
Версия игры для Windows получила более низкие оценки, чем версии для игровых консолей. Обозреватели, в частности, критиковали неудобное управление, частоту кадров, ограниченную до 30 кадров в секунду, а также отсутствие сглаживания и нехватку опций для настройки графики. Особенно отрицательные отзывы получила система защиты авторских прав (Ubisoft Game Launcher, ныне — Uplay), внедренная в игру Ubisoft — игра требовала постоянного подключения к интернету даже для запуска, хотя ранее издатель утверждал, что такое подключение понадобится только для единоразовой активации игры. Пользователи жаловались на многочисленные технические проблемы — «вылеты» игры и баги; владельцы многих видеокарт, не вошедших в очень ограниченный список поддерживаемых моделей, оказались даже не в состоянии запустить игру. Ubisoft была вынуждена предлагать игрокам выбор — вернуть деньги за игру или дожидаться патча с исправлениями, который, в частности, позволял владельцам From Dust запускать игру без доступа к интернету.
После релиза From Dust стала самой быстро раскупаемой игрой Ubisoft, распространяемой посредством цифровой дистрибуции. На декабрь 2011 года было продано свыше 500 тысяч копий игры; Ubisoft как компания-издатель осталась довольной продажами. Несмотря на успех игры, Шайи заявил, что не планирует браться за создание сиквела.